# Verein für Rasenspiele 1921 Aalen
Verein für Rasenspiele 1921 Aalen e. V. é uma agremiação esportiva alemã, fundada a 8 de março de 1921, sediada em Aalen, no estado de Baden-Württemberg. Disputa atualmente a Oberliga Baden-Württemberg, liga da quinta divisão do futebol alemão.

## História
O clube de futebol nasceu através da cisão entre a equipe futebolística e a sociedade de ginástica do MTV Aalen. Da sua criação até hoje, o time atuou quase sempre em níveis diletantes.
Em 1939, o Aalen foi promovido à  Gauliga Württemberg, uma das dezesseis máximas divisões criadas durante o Regime Nazista seis anos antes e nessa liga permaneceu até 1945, terminando o campeonato sempre no meio da tabela de classificação.
Após o fim da Segunda Guerra Mundial, a equipe depois de se unir ao Boxclub Aalen, em 1950, passou a atuar na Landesliga Württemberg (III) no mesmo ano. Em 1951, venceu a divisão, que naquele instante havia mudado para Amateurliga Württemberg).
Após uma fugaz aparição na 2. Oberliga Süd a equipe retornou à terceira e quarta divisões por sucessivos vinte anos antes de cair para a quinta divisão no fim dos anos 1970.
No início do novo milênio, o Aalen conquistou o acesso na Regionalliga e ao término da temporada 2007-2008 alcançou o direito de jogar na 3. Liga na temporada seguinte. Contudo, por conta do décimo-nono lugar na terceira divisão na temporada 2007-2008, venceu o campeonato seguinte da Regionalliga Süd, retornando à 3. Liga. 
Títulos:
- Oberliga Baden-Württemberg (IV)
  - Campeão: 1999.
- Amateurliga Württemberg (III)
  - Campeão: 1951.
- Amateurliga Nordwürttember  (III)
  - Campeão: (2) 1974, 1975.
- Verbandsliga Württemberg (IV)
  - Campeão: (2) 1980, 1983.
- Württemberg Cup
  - Campeão: (7) 1972, 1979, 1986, 2001, 2002, 2004, 2010.
  - Vice-campeão: (3) 1987, 1992, 1999.

## Cronologia recente
A recente performance do clube nas últimas temporadas:
| Temporada | Divisão          | Módulo | Posição |
| 2000–01   | Regionalliga Süd | III    | 7°      |
| 2001–02   | Regionalliga Süd | III    | 4°      |
| 2002–03   | Regionalliga Süd | III    | 10°     |
| 2003–04   | Regionalliga Süd | III    | 6°      |
| 2004–05   | Regionalliga Süd | III    | 12°     |
| 2005–06   | Regionalliga Süd | III    | 6°      |
| 2006–07   | Regionalliga Süd | III    | 6°      |
| 2007–08   | Regionalliga Süd | III    | 4° ↑    |
| 2008–09   | 3.Liga           | III    | 19° ↓   |
| 2009–10   | Regionalliga Süd | IV     | 1° ↑    |
| 2010–11   | 3.Liga           | III    | 16°     |
| 2011–12   | 3.Liga           | III    | 2J      |
| 2017-18   | 3.Liga           | III    | 1°      |
| 2018-19   | 3.Liga           | II     | 3°      |
| 2019-20   | Regionalliga Süd | I      | 4°      |